# Cantón de Nérac
El cantón de Nérac era una división administrativa francesa, que estaba situada en el departamento de Lot y Garona y la región de Aquitania.

## Composición
El cantón estaba formado por 8 comunas:
- Andiran
- Calignac
- Espiens
- Fréchou
- Moncaut
- Montagnac-sur-Auvignon
- Nérac
- Saumont

## Supresión del cantón de Nérac
En aplicación del Decreto n.º 2014-257 de 26 de febrero de 2014, el cantón de Nérac fue suprimido el 22 de marzo de 2015 y sus 8 comunas pasaron a formar parte del nuevo cantón de L'Albret.